# Abū Ţayūr-e Seh
Abū Ţayūr-e Seh (persiska: ابو طیور سه) är en ort i Iran.   Den ligger i provinsen Khuzestan, i den centrala delen av landet, 500 km sydväst om huvudstaden Teheran. Abū Ţayūr-e Seh ligger 27 meter över havet och antalet invånare är 215.
Terrängen runt Abū Ţayūr-e Seh är mycket platt. Runt Abū Ţayūr-e Seh är det ganska tätbefolkat, med 144 invånare per kvadratkilometer. Närmaste större samhälle är Veys, 17,9 km söder om Abū Ţayūr-e Seh. Omgivningarna runt Abū Ţayūr-e Seh är i huvudsak ett öppet busklandskap.